# Bitterblue (canción)
«Bitterblue» es una canción grabada por la cantante galesa Bonnie Tyler por su octavo álbum de estudio del mismo nombre (1991). Fue lanzado en noviembre de 1991 por Hansa Records. La canción fue un éxito europeo, perdiendo el puesto número uno en Noruega ante la canción de Michael Jackson «Black or White». La canción fue escrita y producida por Dieter Bohlen.
«Bitterblue» ha aparecido en varios de los álbumes de compilación de Tyler como  The Very Best of Bonnie Tyler: Volume 1, Comeback: Single Collection '90–'94, Greatest Hits, Total Eclipse Anthology y Ravishing - The Best Of.

## Rendimiento comercial
«Bitterblue» fue un éxito europeo. La canción fue más exitoso en Noruega, donde pasó dos semanas en el número dos, perdiendo el primer puesto ante la canción de Michael Jackson «Black or White». La canción pasó otros siete semanas en el número tres.
La canción también pasó veinte semanas en el Top 30 de sencillos en Austria, donde alcanzó el número cinco. «Bitterblue» también pasó 17 semanas en las listas alemanas, donde alcanzó el número diecisiete.

## Respuesta de la crítica
Billboard dio a la canción una crítica negativa, afirmando que «la producción grandilocuente, con una oleada de gaitas y un coro de niños piar a la vanguardia».

## Lanzamiento
Un maxisencillo fue lanzado junto con el álbum.
| N.º | Título                         | Escritor(es)                   | Duración |  |
| 1.  | «Bitterblue (Mezcla de radio)» | Dieter Bohlen                  | 3:48     |  |
| 2.  | «Bitterblue (True Blue Mix)»   | Dieter Bohlen                  | 5:47     |  |
| 3.  | «Too Hot»                      | Dieter Bohlen                  | 3:25     |  |
| 4.  | «Whenever You Need Me»         | David Yorath/D.Madiran/B.Tyler | 4:10     |  |

## Posicionamiento en las listas

### Listas semanales
| País (1991)                 | Mejor posición |
| --------------------------- | -------------- |
| Austria (Ö3 Austria Top 40) | 5              |
| Alemania (Media Control AG) | 17             |
| Noruega (VG-lista)          | 2              |